# Eupatorieae
Eupatorieae es una tribu de plantas con flores perteneciente a la subfamilia Asteroideae dentro de la familia de las asteráceas. 

## Características
Eupatorieae es una tribu con más de 2000 especies de plantas. La mayoría de las especies son nativas de América del Norte y América del Sur. Son miembros conocidos;  Stevia rebaudiana (conocida por sus dulces hojas), una serie de plantas medicinales (por ejemplo, en Eupatorium), y una variedad que florece de fines de verano a otoño como las flores de jardín, Ageratum y Conoclinium.
Las plantas de la tribu se caracterizan por ser hierbas perennes o anuales (algunas especies de Fleischmannia y Brickellia), arbustos, árboles (algunas especies de Kaunia y Critonia) o lianas (como en el género Mikania), algunas incluso pueden ser epífitas (Neomirandea); en su mayoría con hojas opuestas, pero a veces alternas como en el género Trichogonia y Liatris. Las hojas son mayormente sésiles o pecioladas, simples ovadas o elípticas, pero a veces muy disectadas como en Carterothamnus, Eupatorina y Hofmeisteria. Las capitulescencias son usualmente corimbos. El involucro puede variar desde eximbricado (Adenostemma) a fuertemente imbricado (Chromolaena), por lo general con filarias persistentes que se abren al madurar, pero en la subtribu Praxeliinae son completamente caducas. Receptáculos generalmente epaleaceos (sin paleas), pero pueden ser paleaceos en Isocarpha, generalmente los receptáculos son planos pero a veces muy cónicos como en Conoclinium e Isocarpha.
Los capítulos en la tribu son discoideos, generalmente conteniendo desde 1 flor en Mexianthus y Neohintonia, 4 flores en Mikania, 5 flores en Stevia, hasta más de 200 en Polyanthina. Los componentes de esta tribu solo tienen flósculos  cuyas corolas  son de color blanco, azules, rosa o morado, pero nunca amarillas. Las corolas son usualmente infundibuliformes (forma de embudo) hasta tubulares. Los filamentos de sus estambres poseen un collar que puede variar bastante en la ornamentación de sus células; las anteras también poseen un apéndice apical que puede variar en los géneros. 
La característica más distintiva de la tribu se encuentra en los estilos, en sus bases pubescentes, las líneas estigmáticas separadas y los apéndices bien desarrollados. Los aquenios son prismáticos, usualmente negros y carbonizados como en la tribu Heliantheae; presentan un carpopodio diferenciado y bastante particular para reconocer géneros. 
Dentro de la familia Asteraceae, la Eupatorieae está en la subfamilia Asteroideae. La tribu Eupatorieae esta probablemente hermanada a Perityleae. Este resultado recibió un apoyo estadístico moderado (68% de porcentaje) en un estudio publicado en 2002.

## Géneros
Hay aproximadamente entre 170 y 180   géneros en Eupatorieae. La siguiente lista es de 182 géneros de Hind y Robinson (2007). Los más grandes géneros con el mayor  número de especies en cada uno son: Mikania (400), Ageratina (265), Stevia (200), Chromolaena (165), Koanophyllon (120), Brickellia (100), y Fleischmannia (95). 
Acanthostyles - Acritopappus - Adenocritonia - Adenostemma - Ageratella - Ageratina - Ageratum - Agrianthus - Alomia - Alomiella - Amboroa - Amolinia - Antillia - Aristeguietia - Arrojadocharis - Asanthus - Ascidiogyne - Asplundianthus - Austrobrickellia - Austrocritonia - Austroeupatorium - Ayapana - Ayapanopsis - Badilloa - Bahianthus - Barroetea - Barrosoa - Bartlettina - Bejaranoa - Bishopiella - Bishovia - Blakeanthus - Brickellia - Brickelliastrum - Campovassouria - Campuloclinium - Carminatia - Carphephorus - Carphochaete - Castanedia - Catolesia - Cavalcantia - Chacoa - Chromolaena - Ciceronia - Condylidium - Condylopodium - Conocliniopsis - Conoclinium - Corethamnium - Critonia - Critoniadelphus - Critoniella - Cronquistia - Cronquistianthus - Crossothamnus - Dasycondylus - Decachaeta - Diacranthera - Dissothrix - Disynaphia - Dyscritogyne - Eitenia - Ellenbergia - Erythradenia - Eupatoriastrum - Eupatorina - Eupatoriopsis - Eupatorium - Eutrochium - Ferreyrella - Fleischmannia - Fleischmanniopsis - Flyriella - Garberia - Gardnerina - Gongrostylus - Goyazianthus - Grazielia - Grisebachianthus - Grosvenoria - Guayania - Guevaria - Gymnocondylus - Gymnocoronis - Gyptidium - Gyptis - Hartwrightia - Hatschbachiella - Hebeclinium - Helogyne - Heterocondylus - Hofmeisteria - Hughesia - Idiothamnus - Iltisia - Imeria - Isocarpha - Jaliscoa - Jaramilloa - Kaunia - Koanophyllon - Kyrsteniopsis - Lasiolaena - Lepidesmia - Leptoclinium - Liatris - Litothamnus - Litrisa - Lomatozona - Lorentzianthus - Lourteigia - Macropodina - Macvaughiella - Malmeanthus - Malperia - Matudina - Metastevia - Mexianthus - Microspermum - Mikania - Monogereion - Morithamnus - Neocabreria - Neocuatrecasia - Neohintonia - Neomirandea - Nesomia - Nothobaccharis - Oaxacania - Ophryosporus - Osmiopsis - Oxylobus - Pachythamnus - Parapiqueria - Peteravenia - Phalacraea - Phanerostylis - Phania - Piptothrix - Piqueria - Piqueriella - Piqueriopsis - Planaltoa - Platypodanthera - Pleurocoronis - Polyanthina - Praxeliopsis - Praxelis - Prolobus - Pseudobrickellia - Radlkoferotoma - Raulinoreitzia - Revealia - Santosia - Sartorina - Scherya - Sciadocephala - Sclerolepis - Semiria - Shinnersia - Siapaea - Spaniopappus - Sphaereupatorium - Standleyanthus - Stevia - Steviopsis - Steyermarkina - Stomatanthes - Stylotrichium - Symphyopappus - Tamaulipa - Teixeiranthus - Trichocoronis - Trichogonia - Trichogoniopsis - Trilisa - Tuberostylis - Uleophytum - Urbananthus - Urolepis - Viereckia - Vittetia
Fuentes: